# روبان نقره‌ای بهترین بازیگر زن

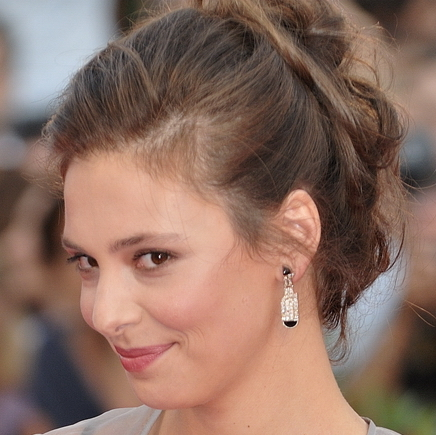
بازیگر زن سینمای ایتالیا بهترین بازیگر زن روباه نقره ای شد.

روبان نقره‌ای بهترین بازیگر زن (انگلیسی: Nastro d'Argento for Best Actress)جایزه‌ای است که سالانه به بهترین بازیگر زن سینمای ایتالیا توسط اتحادیه ملی روزنامه نگاران سینمای ایتالیا اهدا می‌شود.

## دهه ۱۹۴۰
- ۱۹۴۶ - کلارا کالامی - زن زناکار
- ۱۹۴۷ - آلیدا والی - Eugenie Grandet
- ۱۹۴۸ - آنا مانیانی - L'onorevole Angelina
- ۱۹۴۹ - آنا مانیانی - L'Amore

## دهه ۱۹۵۰
- ۱۹۵۰ - جایزه داده نشد
- ۱۹۵۱ - پیر آنجلی - Tomorrow Is Too Late
- ۱۹۵۲ - آنا مانیانی - Bellissima
- ۱۹۵۳ - اینگرید برگمن - اروپا ۵۱
- ۱۹۵۴ - جینا لولوبریجیدا - Bread, Love and Dreams
- ۱۹۵۵ - سیلوانا مانگانو - طلای ناپل
- ۱۹۵۶ - جایزه داده نشد
- ۱۹۵۷ - آنا مانیانی -  Suor Letizia
- ۱۹۵۸ - جولیتا ماسینا - شب‌های کابیریا
- ۱۹۵۹ - جایزه داده نشد

## دهه ۱۹۶۰
- ۱۹۶۰ - الئونورا روسی دراگو - Violent Summer
- ۱۹۶۱ - سوفیا لورن - دو زن
- ۱۹۶۲ - جایزه داده نشد
- ۱۹۶۳ - جینا لولوبریجیدا - Venere Imperiale
- ۱۹۶۴ - سیلوانا مانگانو - The Verona Trial
- ۱۹۶۵ - کلودیا کاردیناله - Bebo's Girl
- ۱۹۶۶ - جووانا رالی - The Escape
- ۱۹۶۷ - لیزا گاستونی - Wake Up and Die
- ۱۹۶۸ - جایزه داده نشد
- ۱۹۶۹ - مونیکا ویتی - The Girl with the Pistol

## دهه ۱۹۷۰
- ۱۹۷۰ - پائولا پیتاگورا - Unknown Woman
- ۱۹۷۱ - اوتاویا پیکولو - Metello
- ۱۹۷۲ - ماری‌آنجلا ملاتو - طبقه کارگر به بهشت می‌رود
- ۱۹۷۳ - ماری‌آنجلا ملاتو - The Seduction of Mimi
- ۱۹۷۴ - لورا آنتونلی - Malicious
- ۱۹۷۵ - لیزا گاستونی - Bitter Love
- ۱۹۷۶ - مونیکا ویتی - اردک در سس پرتقال
- ۱۹۷۷ - ماری‌آنجلا ملاتو - Caro Michele
- ۱۹۷۸ - سوفیا لورن - یک روز بخصوص
- ۱۹۷۹ - ماری‌آنجلا ملاتو - To forget Venice

## دهه ۱۹۸۰
- ۱۹۸۰ - آیدا دی بندتو - Immacolata and Concetta: The Other Jealousy
- ۱۹۸۱ - ماری‌آنجلا ملاتو - Help Me Dream
- ۱۹۸۲ - الئونورا جورجی - Talcum Powder
- ۱۹۸۳ - جولیانا دسیو - The Pool Hustlers
- ۱۹۸۴ - لینا ساستری - Where's Picone?
- ۱۹۸۵ - کلودیا کاردیناله - Claretta
- ۱۹۸۶ - جولیتا ماسینا - جینجر و فرد
- ۱۹۸۷ - والریا گولینو - A Tale of Love
- ۱۹۸۸ - اورنلا موتی - Me and My Sister
- ۱۹۸۹ - اورنلا موتی - Private Access

## دهه ۱۹۹۰
- ۱۹۹۰ - ویرنا لیزی - Merry Christmas... Happy New Year
- ۱۹۹۱ - مارگریتا بای - ایستگاه
- ۱۹۹۲ - فرانچسکا نری - I thought it was love, but it was a barouche
- ۱۹۹۳ - آنتونلا پونزیانی - Way South
- ۱۹۹۴ - کیارا کازلی - Where Are You? I'm Here)
- ۱۹۹۵ - سابرینا فریلی - La bella vita
- ۱۹۹۶ - آنا بونایووتو - Nasty Love
- ۱۹۹۷
  - یایا فورته - Luna e l'altra
  - ویرنا لیزی - Follow Your Heart
- ۱۹۹۸ - فرانچسکا نری - Live Flesh (in Spanish language)
- ۱۹۹۹ - جیووانا متزوجیورنو - Of Lost Love

## دهه ۲۰۰۰
- ۲۰۰۰ - لیچا مالیتا - Bread and Tulips
- ۲۰۰۱ - مارگریتا بای - The Ignorant Fairies
- ۲۰۰۲ - والریا گولینو - Respiro
- ۲۰۰۳ - جیووانا متزوجیورنو - The Cruelest Day and Facing Windows
- ۲۰۰۴ - یاسمینه ترینکا, آدریانا استی, سونیا برگاماسکو و مایا سانسا - بهترین دوران جوانی
- ۲۰۰۵ - لائورا مورانته - Love Is Eternal While It Lasts
- ۲۰۰۶ - کتیا ریتچارلی - The Second Wedding Night
- ۲۰۰۷ - مارگریتا بای - Saturn in Opposition and The Caiman
- ۲۰۰۸ - مارگریتا بای -  Days and Clouds
- ۲۰۰۹ - جیووانا متزوجیورنو - Vincere

## دهه ۲۰۱۰
- ۲۰۱۰ - میکائلا رمتزوتی, استفانیا ساندرلی - The First Beautiful Thing
- ۲۰۱۱ - آلبا رورواشر - The Solitude of Prime Numbers
- ۲۰۱۲ - میکائلا رمتزوتی - A Flat for Three و The Big Heart of the Girls
- ۲۰۱۳ - یاسمینه ترینکا - There Will Come a Day و Miele
- ۲۰۱۴ - کاسیا اسموتنیاک - Fasten Your Seatbelts
- ۲۰۱۵ - مارگریتا بای - مادر من